# داگلاس (شهر)
شهر داگلاس (به انگلیسی: Douglas) با جمعیت ۱۸٫۱۹۲ نفر در شهرستان کورک در کشور جمهوری ایرلند واقع شده‌است.